# Plaza España (Asunción)
La Plaza España es una plaza y parque público en la ciudad de Asunción, Paraguay en la avenida Santísimo Sacramento con la calle Doctor Luis Enrique Migone. Colindante a la plaza en su lado occidental se encuentra el arroyo Mburicaó.
La plaza España es de titularidad del Gobierno de España y gestionado por la Comuna de Asunción por medio de un acuerdo entre ambos que cede en usufructo la plaza al gobierno municipal para uso público y gratuito a los residentes de Asunción. La plaza representa la hermandad entre España y el Paraguay.

## Historia
La plaza España fue inaugurada en el 2006 por la Embajada de España en Paraguay para proveer un espacio verde público a los residentes de la zona. La inversión inicial en la plaza fue de 350 millones de guaraníes. En el 2006 se planificaba la construcción por parte de la Comuna de Asunción de una cancha de fútbol, una ciclovía, una zona de trote y un mirador hacia el arroyo Mburicaó.
En el 2016 el embajador de España en Paraguay Diego Bermejo Romero de Torres y el intendente de Asunción Mario Ferreiro firmaron un convenio para que la plaza siga para uso público durante cuatro años más.